# Numerele Betrothed
Numerele Betrothed sau numerele cvasiprietene sunt două numere întregi pozitive astfel încât suma divizorilor proprii ai oricăruia dintre ele este cu unu mai mare decât valoarea celuilalt număr. Cu alte cuvinte, (m, n) sunt o pereche de numere betrothed dacă s (m) = n + 1 și s(n) = m + 1, unde s(n) este suma alicotă a lui n: o condiție echivalentă este ca σ(m) = σ(n) = m + n + 1, unde σ reprezintă funcția sumă de divizori.
Primele câteva perechi de numere betrothed Șirul A005276 la Enciclopedia electronică a șirurilor de numere întregi (OEIS) sunt: (48, 75), (140, 195), (1050, 1925), (1575, 1648), (2024, 2295), (5775, 6128).
Toate perechile cunoscute de numere betrothed au paritate opusă. Orice pereche de aceeași paritate trebuie să depășească 1010.

## Numere cvasisociabile
Numerele cvasisociabile sau numerele sociabile reduse sunt numere ale căror sume alicote minus unu formează o secvență ciclică care începe și se termină cu același număr. Ele sunt generalizări ale conceptelor de numere betrothed și numere cvasiperfecte. Primele secvențe cvasisociabile, sau lanțuri cvasisociabile, au fost descoperite de Mitchell Dickerman în 1997:
- 1215571544 = 2^3*11*13813313
- 1270824975 = 3^2*5^2*7*19*42467
- 1467511664 = 2^4*19*599*8059
- 1530808335 = 3^3*5*7*1619903
- 1579407344 = 2^4*31^2*59*1741
- 1638031815 = 3^4*5*7*521*1109
- 1727239544 = 2^3*2671*80833
- 1512587175 = 3*5^2*11*1833439